# 回収
| ウィキペディアには「回収」という見出しの百科事典記事はありません（タイトルに「回収」を含むページの一覧/「回収」で始まるページの一覧）。 代わりにウィクショナリーのページ「回収」が役に立つかもしれません。 |